# Ка-25

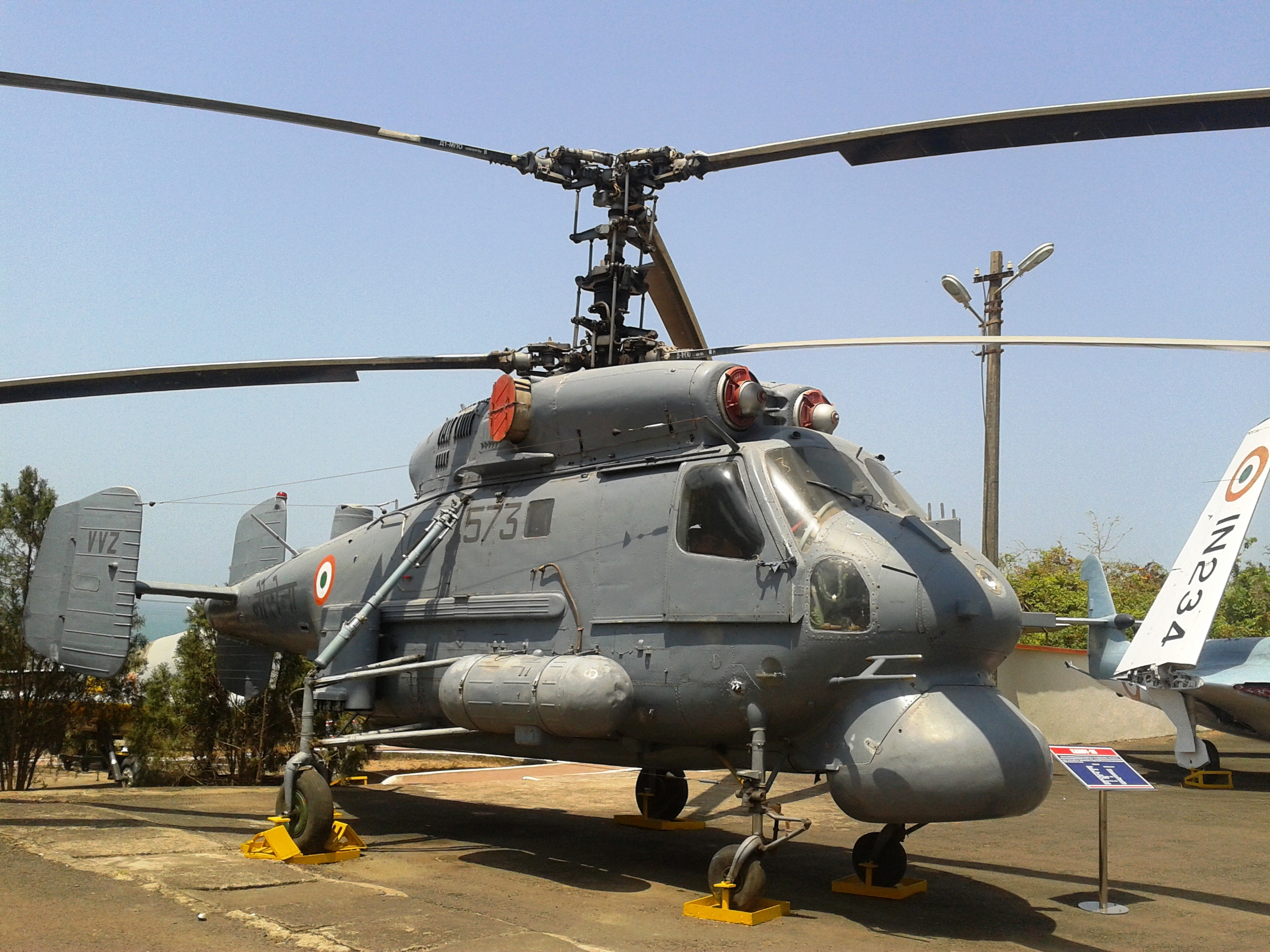
Ка-25

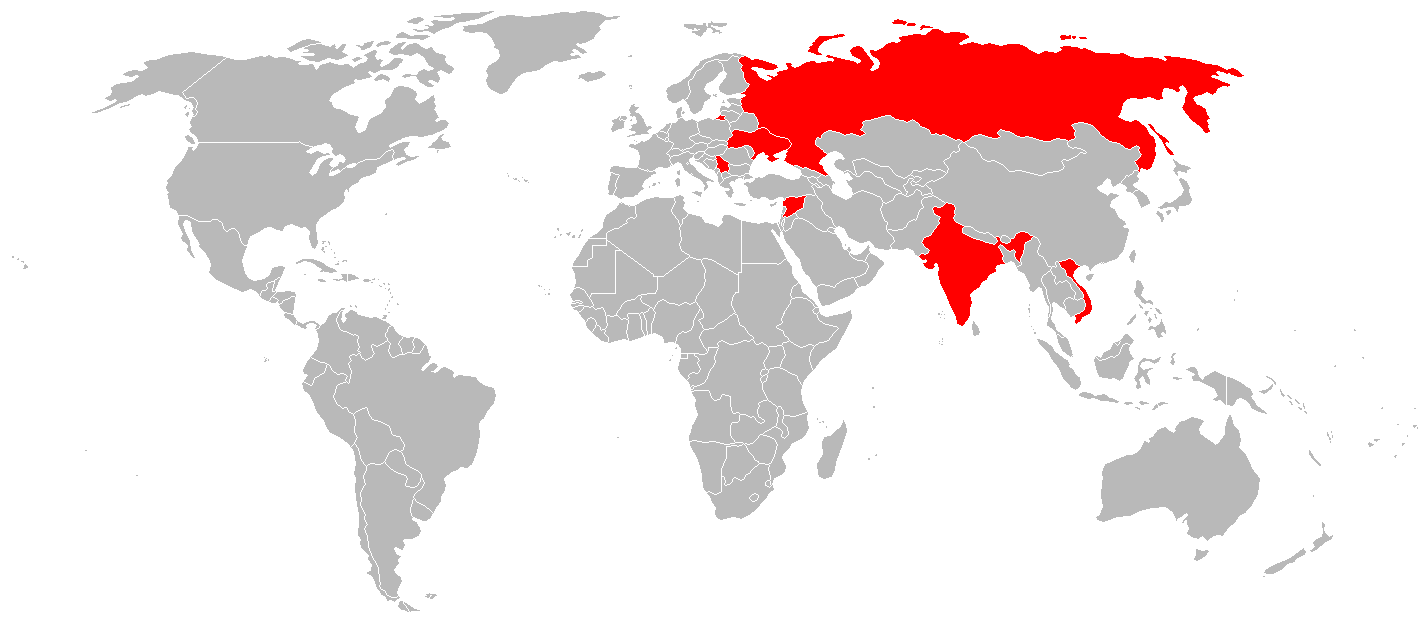
Використання Ka-25 у світі. Червоний кольором позначені країни де використовується у військових

Ка-25 (по кодифікації НАТО: Hormone) — радянський протичовновий вертоліт корабельного базування.
Став першим радянським протичовновим вертольотом а також першим радянським бойовим вертольотом, спочатку проектувалися під бойове застосування (перший сухопутний бойовий вертоліт Мі-24 з'явився дещо пізніше, в 1969 році).
Вертоліт, розроблений ОКБ Камова під керівництвом головного конструктора Миколи Ілліча Камова, був пущений у виробництво в 1965 році і прийнятий на озброєння 2 грудня 1971 року.
На основі Ка-25 створено велику кількість модифікацій для використання в різних сферах застосування.

## Джерело
- http://army.lv/ru/ka-25/istorija/510/122 [Архівовано 15 березня 2014 у Wayback Machine.]